# Marshall (Indiana)
Marshall es un pueblo ubicado en el condado de Parke en el estado estadounidense de Indiana. En el Censo de 2010 tenía una población de 324 habitantes y una densidad poblacional de 488,66 personas por km².

## Geografía
Marshall se encuentra ubicado en las coordenadas 39°50′52″N 87°11′12″O / 39.84778, -87.18667. Según la Oficina del Censo de los Estados Unidos, Marshall tiene una superficie total de 0.66 km², de la cual 0.66 km² corresponden a tierra firme y (0%) 0 km² es agua.

## Demografía
Según el censo de 2010, había 324 personas residiendo en Marshall. La densidad de población era de 488,66 hab./km². De los 324 habitantes, Marshall estaba compuesto por el 98.46% blancos, el 0% eran afroamericanos, el 1.23% eran amerindios, el 0% eran asiáticos, el 0% eran isleños del Pacífico, el 0.31% eran de otras razas y el 0% pertenecían a dos o más razas. Del total de la población el 1.23% eran hispanos o latinos de cualquier raza.